# Michie Tomizawa
Michie Tomizawa (富沢 美智恵 Tomizawa Michie?) (20 de octubre de 1961 - ) es una seiyū y cantante japonesa, nacida en Nagano que creció en Takasaki, Gunma.
Es conocida por varios papeles, entre ellos Matsuzaka-Sensei (Crayon Shin-chan), Linna Yamazaki (Bubblegum Crisis), Rei Hino (Sailor Moon), Sumire Kanzaki (Sakura Wars) y Emi Ogasawara (Ghost Sweeper Mikami).
Tomizawa abandonó su trabajo como seiyū antes de casarse en el 2002. Volvió a trabajar durante un  corto periodo para Disgaea en el 2004 y para Black Lagoon en el 2006. También apareció en un número del Musical Kayou Shows como su personaje de Sakura Taisen, Sumire; se retiró de las presentaciones anuales después de casarse, pero volvió en el show de 2005, el show final en el 2006, y el show Budoukan en 2007. Es la segunda mayor actriz de Sailor Moon en retirarse, siendo la primera Chiyoko Kawashima quien interpretaba a  Sailor Plutón.
Aunque se ha dicho que se retiró del mundo Sakura Taisen, ella ha aparecido tras bambalinas en escenas de Hanagumi Camera y más tarde en escena durante algunos de los shows posteriores.
Interpretó una canción especialmente para Sailor Moon R, "Eien no Melody" (Melodía Eterna) escrita por Noda Kaoru y compuesta por Mashita Izumi.

## Papeles interpretados
- Black Lagoon: Roberta
- Bubblegum Crisis y Bubblegum Crash: Linna Yamazaki
- Crayon Shin-chan: Matsuzaka-sensei
- Ebichu: Dueña de Ebichu
- Ghost Sweeper Mikami: Emi Ogasawara
- Kimagure Orange Road: Manami Kasuga
- Kinnikuman: Scramble for the Throne: Bibinba
- Legend of the Galactic Heroes: Elfriede von Kohlrausch
- Let's Nupu Nupu: Miss Sagara
- One Piece: Laki
- One Pound Gospel: Sakai
- Project A-ko film series: C-Ko
- Rhapsody: A Musical Adventure y Disgaea: Hour of Darkness: Marjoly
- Sailor Moon series de TV y películas: Sailor Mars
- Sakura Taisen: Sumire Kanzaki
- Soredemo Sekai wa Utsukushii: Iraha
- Super Robot Wars Z: Edel Bernal
- The Super Dimension Cavalry Southern Cross: Jeanne Francaix
- Those Who Hunt Elves: Airi Komiyama
- Vampire Hunter D: Doris
- Yu-Gi-Oh!: Enfermera de la escuela

### Acción real
- Kunoichi: Deadly Mirage: Kurenai

### Otros
- Como la voz de Sailor Mars de las series Sailor Moon, Tomizawa participó en dos canciones de Navidad, "White Christmas" y "Last Christmas".
- Tomizawa lanzó en 1996 el álbum "OH TACO" junto con el famoso trío de luchadores profesionales de Yoji Anjo, Yoshihiro Takayama y Kenichi Yamamoto, conocidos colectivamente como Golden Cups.